# Earlshannonita
L'earlshannonita és un mineral de la classe dels fosfats, que pertany al grup de l'arthurita. Rep el nom en honor d'Earl Victor Shannon (1895-1981), comissari assistent del Museu Nacional dels Estats Units entre els anys 1918 i 1929, mineralogista i cristal·lògraf.

## Característiques
L'earlshannonita és un fosfat de fórmula química Mn²⁺Fe3+
2(PO₄)₂(OH)₂(H₂O)₄. Va ser aprovada com a espècie vàlida per l'Associació Mineralògica Internacional l'any 1983. Cristal·litza en el sistema monoclínic. La seva duresa a l'escala de Mohs es troba entre 3 i 4.
Segons la classificació de Nickel-Strunz, l'earlshannonita pertany a «08.DC: Fosfats, etc, només amb cations de mida mitjana, (OH, etc.):RO₄ = 1:1 i < 2:1» juntament amb els següents minerals: nissonita, eucroïta, legrandita, strashimirita, arthurita, ojuelaïta, whitmoreïta, cobaltarthurita, bendadaïta, kunatita, kleemanita, bermanita, coralloïta, kovdorskita, ferristrunzita, ferrostrunzita, metavauxita, metavivianita, strunzita, beraunita, gordonita, laueïta, mangangordonita, paravauxita, pseudolaueïta, sigloïta, stewartita, ushkovita, ferrolaueïta, kastningita, maghrebita, nordgauïta, tinticita, vauxita, vantasselita, cacoxenita, gormanita, souzalita, kingita, wavel·lita, allanpringita, kribergita, mapimita, ogdensburgita, nevadaïta i cloncurryita.

## Formació i jaciments
Va ser descoberta a la mina Foote Lithium Co. del districte de Kings Mountain, al comtat de Cleveland (Carolina del Nord, Estats Units). També ha estat descrita en altres indrets del mateix estat nord-americà i de Maine, així com a Alemanya, Portugal, Polònia i la República Txeca.